# Teresa Amy
Teresa Amy (15 tháng 10 năm 1950 – 30 tháng 1 năm 2017) là một nữ giáo viên, nhà thơ và dịch giả người Uruguay.

## Tiểu sử
Teresa Amy được sinh ra ở Montevideo vào ngày 15 tháng 10 năm 1950. Cô học ngôn ngữ học và dịch thuật tại Đại học Cộng hòa. Teresa Amy sống ở Prague, Cộng hòa Séc trong một năm và theo học Đại học Charles, nơi cô học tiếng Séc và ngữ pháp cho người nước ngoài. Cô cũng đã nhận được bằng tốt nghiệp về dịch thuật tiếng Pháp từ Alliance Française.
Năm 1995, cô xuất bản tập thơ đầu tiên của mình, mang tên Corazón de roble. Cô đã tiếp nối ra các tập thơ trong những năm tiếp theo với các bộ sưu tập thơ Merodeador y otros poemas, Cuaderno de las islas, Cortejo Mínimo, Jade, và Brilla: 20 nhà thơ para Marco, và những bài thơ của cô xuất hiện trong một số tuyển tập của người Uruguay và nước ngoài.
Là một dịch giả, Amy đã hoàn thành các ấn bản tiếng Tây Ban Nha đầu tiên của nhà thơ người Séc Jan Skácel, và cũng đã dịch các tác phẩm của Miloš Crnjanski và Vlada Urošević. Cô đã chuẩn bị tuyển chọn các nhà thơ người Macedonia, Sobre el hilo que se llama tiempo, và tuyển tập thơ Séc Séc Animales silenciosos và 20 del XX. Năm 2011, cô xuất bản tập thơ Jade, nhận được giải thưởng Văn học hàng năm từ Bộ Giáo dục và Văn hóa. Năm 2013, Teresa Amy đã xuất bản Un huésped en casa, memorias de una traducción, trong đó cô phân tích các nghề dịch thuật.
Amy đã phối hợp các chu trình đọc thơ trực tiếp ở Montevideo, chẳng hạn như "Poesía cuerpo a cuerpo" và "7 poetas capital", với sự tham gia của Idea Vilariño, và những người khác. Cô đã tham gia các lễ hội thơ quốc tế như Buổi tối thơ ca của Struga (Macedonia, 2001), Salida al Mar (Buenos Aires, Argentina, 2010), và Cuộc gặp gỡ thơ của người Mỹ Carlos Pellicer Cámara Ibero (Villahermosa, Mexico, 2016).
Teresa Amy qua đời tại Montevideo vào ngày 30 tháng 1 năm 2017.